# Irish Labour Party
Irish Labour Party (irsk: Páirtí an Lucht Oibre) er et socialdemokratisk parti i republiken Irland, der blev grundlagt 1912 som en politisk fløj af Irish Trade Union Congress og betegner sig selv som Irlands ældste politiske parti. Labour Party var i 2011 landets tredje største parti og har ca. i 20 år samlet været med i skiftende regeringer som koalitionspartner.

## Historie
1912 grundlagde James Connolly, James Larkin og William X. O'Brien Labour Party som en politisk fløj af de irske fagforeningers hovedorganisation Irish Trade Union Congress. Partiets mål var at repræsenterer arbejderklassen i parlamentet efter Home Rule-Bill fra 1912, der skulle give Irland mere selvstyre. Men efter den i 1913 nedslåede generalstrejke i Dublin blev fagforeningsbevægelsen svækket, som blev yderligere forstærket af Larkins emigration og Connollys henrettelse i 1916.
Efter Larkins emigration blev O'Brien den ledende figur i "Irish Transport and General Workers' Union" og fik mere indflydelse i fagforeningsforbundet og i Labour Party, der blev ledet af Thomas Johnson. Labour Party nægtede at deltage i valgene fra 1918 til 1949, for ikke at komme i krydsild mellem de to store partier Sinn Féin og Irish Parliamentary Party der så valgene som en folkeafstemning om Irlands fremtid. Partiet deltog ikke i valget i 1921 og havde dermed i den vigtige fase i den irske uafhængighedsbevægelse ingen pladser i det revolutionære parlament Dáil Éireann.

## Den irske fristat
Den Anglo-Irske fredsaftale i 1922 splittede partiet. En del af medlemmerne sluttede sig til fredsaftalens modstandere i den følgende irske borgerkrig, mens O'Brien og Johnson tilskyndede medlemmerne til at understøtte fredsaftalen. Partiet deltog 1922 for første gang i valget, hvor de vandt 14 pladser og blev det tredje største parti. Indtil 1927 (da Fianna Fáil kom i Underhuset) var Labour Party hoved-oppositionspartiet i Fristatens Underhus.
1923 kom Larkin tilbage til Irland og regnede med at overtage ledelsen af partiet, men O'Brien var imod det. Derefter sluttede Larkin sig til partiets radikale fløj og grundlagde i september 1923 partiet "Irish Worker League".
1932 støttede Labour Party Éamon de Valeras første Fianna Fáil-regering, der lovede sociale reformer, som var overens med Labour Partys forestillinger.

## Labour Partys parlamentariske formænd
- Thomas Johnson 1922-1927
- Thomas J. O'Connell 1927-1932
- William Norton 1932-1960
- Brendan Corish 1960-1977
- Frank Cluskey 1977-1981
- Michael O’Leary 1981-1982
- Dick Spring 1982-1997
- Ruairi Quinn 1997-2002
- Pat Rabbitte 2002-2007
- Eamon Gilmore 2007-2014
- Joan Burton siden 2014